# السجلات المريخية
السجلات المريخية هي قصة قصيرة ذات طابع خيال علمي كُتبت بواسطة راي برادبري، حيث يروي عن استعمار المريخ من قبل البشر الفارين من الأرض المُضطربة والتي تُدمّر في نهاية المطاف، والصراع بين السكان الأصليين في المريخ والمُستعمرين الجدد. يقع الكتاب في مكان ما بين مجموعة قصص قصيرة ورواية عرضية، تحتوي على قصص نشرها برادبري في الأصل في أواخر الأربعينات من القرن الماضي في مجلات الخيال العلمي. كانت القصص منسوجة بشكل فضفاض مع سلسلة من المقالات القصيرة.

## البنية
السجلات المريخية هي رواية مُجمَّعة من القصص القصيرة مع استخدام نص جديد للربط بين هذه القصص لتبدو في صورة رواية. اعترف برادبري بالقصة القصيرة وينسبيرغ، أوهايو للكاتب شيروود أندرسون وعناقيد الغضب للكاتب جون ستاينبيك باعتبارهما ضمن القصص التي تأثر بها كتابه. وصف برادبري هذا الكتاب بأنه «ابن عم بعيد للروايات» و«كتاب قصص يتظاهر بأنه رواية». ولهذا، تعتبر بنية هذا الكتابة مشابهةً لمجموعة برادبري للقصص القصيرة الرجل المرسوم، التي تستخدم أيضًا قصة إطارية لربط أحداث مجموعة من القصص القصيرة ذات الأحداث المختلفة.
تتبع السجلات المريخية بنية «تاريخ المستقبل». فتجتمع القصص، المكتملة بذاتها، لتمثل حلقات في إطار روائي كبير مُتتابع. تنقسم البنية الكلية للكتاب إلى ثلاثة أجزاء، وتتخللها كارثتان: انقراض الجنس المريخي تقريبًا، وبشكل موازٍ، انقراض الجنس البشري على الأرض تقريبًا.
يبين الثلث الأول من القصة، الذي تقع أحداثه بين يناير عام 1999 وأبريل عام 2000، محاولات الأرضيين للوصول إلى كوكب المريخ، والطرق المتنوعة التي يحاول المريخيون أن يمنعوهم بها عن العودة. وتكتشف البعثة الاستكشافية الرابعة -في القصة الحاسمة «وما زال القمر يلمع»- هلاك أغلب المريخيين في وباء حدث بسبب الجراثيم التي وصلت إلى المريخ مع إحدى هذه البعثات. ويؤدي هذا التطور غير المتوقع في الأحداث إلى بداية الثلث الثاني من الرواية، الذي تقع أحداثه بين ديسمبر عام 2001 حتى نوفمبر عام 2005، وفي هذا الجزء يستعمر البشر الكوكب المهجور، وأحيانًا يتصلون ببعض المريخيين الناجين، ولكن كانوا منشغلين في أغلب أوقاتهم بتحويل كوكب المريخ إلى أرض ثانية. ولكن بدأ أغلب المستوطنين في حزْم أمتعتهم والعودة إلى كوكب الأرض مع اقتراب وقوع الحرب هناك. وتنشب حرب عالمية نووية على كوكب الأرض، ما يقطع الاتصال بين الأرض والمريخ. ويبين الثلث الثالث من الرواية، الذي تقع أحداثه بين ديسمبر عام 2005 حتى أكتوبر عام 2026، عواقب هذه الحرب، وتنتهي الرواية مصورةً بعض البشريين الناجين من الحرب وهم يصبحون المريخيين الجدد، وهو ما تنبأت به قصة «وما زال القمر يلمع» في البداية، ما يجعل الكتاب يعود مرةً أخرى إلى بدايته.

## الاقتباسات الفنية

### المسرح
كان الظهور الأول للسجلات المريخية على مسرح كريكيت (ريتز) في الشمال الشرقي لمدينة منيابولس عام 1976. وتُجهَز نسخة موسيقية من هذا العمل المسرحي بمدينة نيويورك في عام 2017.

### الفيلم
اشترت شركة مترو غولدوين ماير (إم جي إم) حق إنشاء فيلم مقتبس من هذه الرواية في عام 1960، ولكنها لم تصنع أي أفلام مقتبسة منها.
أنتج الاستوديو السوفيتي الأرميني «أرمين فيلم» الفيلم الطويل بعنوان الرسول الثالث عشر، بطولة جوزاس بودريتس، ودوناتاس بانيونيس، وأرمين دزيجارخانيان، القائم على أحداث رواية السجلات المريخية. أُخرج الفيلم بواسطة الممثل والكاتب السينمائي الأرميني سورين باباين.
صنع صانع الأفلام الأوزبكي نوزم تولاهوجاف  فيلمين قائمين على أحداث بعض الأجزاء من الرواية، وهما فيلم الرسوم المتحركة القصير ستهطل الأمطار الناعمة عام 1984، والفيلم التمثيلي الطويل الواحة عام  1987، مع إحدى الحبكات الفرعية القائمة على أحداث الرواية.
أخذت شركة باراماونت بيكتشرز حقوق إنتاج فيلم مقتبس عن الرواية عام 2011، وستنتج فيلمًا مع المنتج جون ديفيس عبر «شركة ديفيس للترفيه».

### ألعاب الفيديو
نُشرت لعبة المغامرات باسم السجلات المريخية عام 1996.

## الاستقبال
أثنى باوتشر وماكوماس على السجلات المريخية باعتباره «تفسيرًا للشاعر لتاريخ المستقبل يتجاوز حدود أي شكل خيالي». في كتابه "Books" لـ F&amp;SF ، سرد دامون نايت السجلات المريخية في كتبه العشرة الأولى من الخيال العلمي الخمسينيات. أطلق عليها اسم Algis Budrys «مجموعة برادبري الجميلة التي تدين بجزء من سحرها لممرات الربط الفضفاضة»، واستثناء للعديد من عمليات الإصلاح غير الجيدة في الخمسينيات.  ل. سبراغو دي كامب، أن برادبري سوف يتحسن «عندما يهرب من تأثير همنغواي وسارويان»، مما يضعه في «تقليد كتاب مناهضين للخيال العلمي [الذين] لا يرون أي فائدة في عمر الآلة». ومع ذلك، اعترف دي كامب بأن «قصص [برادبري] لها تأثير عاطفي كبير، وسوف يحبها الكثيرون».

## روابط خارجية
- السجلات المريخية على موقع الموسوعة البريطانية (الإنجليزية)
- The Martian Chronicles